# Malcolm III van Schotland
Malcolm III, Schots-Gaelisch: Maol Chaluim mac Dhonnchaidh (?, ca. 1031 – Alnwick, 13 november 1093), bijgenaamd Canmore (groot hoofd, grote baas), was koning van Schotland van 1058 tot en met 1093.
Nadat zijn vader koning Duncan I in 1044 verslagen was, ging Malcolm III naar zijn oom Siward van Northumbria. In 1057 doodde hij koning Macbeth bij Lumphanan (Aberdeenshire) en diens stiefzoon koning Lulach the Fool (de gek) bij Huntly een aantal maanden later op 23 april 1058. Dit leverde hem een reputatie op van een sterke krijger-koning.
Hij had drie kinderen uit zijn eerste huwelijk met Ingebjorg Finnsdotter, nicht van Olaf II van Noorwegen, waarvan de oudste zoon Duncan de troonopvolger was. Ingebjorg was eerder gehuwd met Thorfinn Sigurdsson, earl van Orkney.
Door de invasie van de Normandiërs in 1066 vluchtten veel Engelsen naar Lothian, waaronder Edgar Ætheling, de Angelsaksische opvolger van de Engelse troon. Malcolm III trouwde diens zus Margaretha in 1069. Onder invloed van zijn vrouw en de andere Angelsaksische vluchtelingen, voerde Malcolm III vele wijzigingen door in Schotland die de Keltische tradities ondermijnden. Zo romaniseerde hij de Keltische kerk, maakte Gaelisch tot de taal van het hof en verving het clansysteem door een vorm van feodalisme. Malcolm stichtte eveneens een abdij op de locatie waar in 1128 David I Dunfermline Abbey stichtte.
In 1072 viel Willem de Veroveraar Schotland binnen. Bij Abernathy moest Malcolm III zijn hoofd buigen voor Willem de Veroveraar en moest zijn zoon Duncan als gijzelaar naar het Engelse hof sturen. Malcolm ontving in ruil goederen in Engeland. Dit weerhield hem er niet van nog meerdere malen Engelse opstandelingen te steunen en Engelse bezittingen te plunderen. In 1080 kwam de bisschop van Durham hierbij om het leven. Steeds moest Malcolm weer het oppergezag van de Normandiërs erkennen. Na mislukte besprekingen over de status van zijn Engelse bezittingen ondernam hij zijn vijfde inval in Engeland. Op 13 november 1093 werd Malcolm III bij Alnwick Castle in een hinderlaag gelokt door Robert de Mowbray, graaf van Northumbria, waarbij hij de dood vond. Zijn vrouw stierf drie dagen later in Edinburgh Castle.
Malcolm werd begraven in Tynemouth Priory. In 1250 werd hij na de canonisatie van zijn vrouw Margaretha met haar herbegraven in Dunfermline Abbey. In 1597 werden ze samen herbegraven in het Escorial.
Malcolm en Ingebjorg kregen de volgende kinderen:
- Duncan II van Schotland
- Donald

Malcolm en Margaretha kregen de volgende kinderen:
- Eduard, vermoord te Alnwick Castle op 13 november 1093
- Edmund, koning van Schotland
- Edgar van Schotland, 1074-1107
- Alexander, ca. 1078-1124
- Ethelred, lekenabt van Dunkeld
- Edith, 1080-1118. Gehuwd met Hendrik I van Engeland
- David, ca. 1084-1153
- Maria, 1082-1116. Gehuwd met Eustaas III van Boulogne

## Malcolm III in de literatuur
Malcolm III komt in de Engelse literatuur voor. William Shakespeare verwerkte zijn persoon in de tragedie Macbeth. Na de dood van Macbeth wordt Malcolm de nieuwe koning van Schotland.
- Gemeinsame Normdatei: 119009269
- International Standard Name Identifier: 0000 0000 2732 5308
- Library of Congress Control Number: n83148809
- Système universitaire de documentation: 178765716
- Virtual International Authority File: 59884818
- WorldCat: E39PBJgt6rMmFm7wkC7FQgt3Qq